# Ptilodactyla exotica
Ptilodactyla exotica är en skalbaggsart som beskrevs av Chapin 1927. Ptilodactyla exotica ingår i släktet Ptilodactyla och familjen Ptilodactylidae. Det är osäkert om arten förekommer i Sverige. Inga underarter finns listade i Catalogue of Life.